# Anodisches Bonden
Anodisches Bonden ist ein Verbindungsverfahren, das besonders bei der Herstellung von Sensoren und mikromechanischen Bauelementen der Halbleiter- und Mikrosystemtechnik zur Anwendung kommt.

## Verfahrensweise

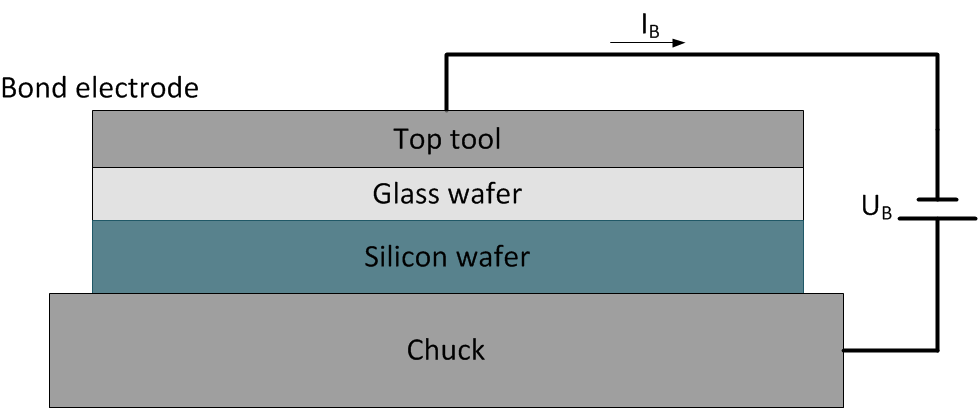
Schematische Darstellung des anodischen Bondprozesses. Die Prozessparameter sind die Bondspannung U_{B}, die Strombegrenzung I_{B} und die Bondtemperatur T_{B}

Ein Silizium-Wafer mit einer polierten Oberfläche und ein sehr ebener Wafer aus einem Glas, das Alkaliionen enthält (ähnlich wie Fensterglas), werden auf eine Heizplatte gelegt. Die Heizplatte wird auf ca. 300 bis 400 °C erwärmt. Der Siliziumwafer liegt direkt auf der Heizplatte und darüber der Glas-Wafer. Nun wird auf den Glas-Wafer an einen Punkt eine Punktelektrode leicht aufgedrückt. Die Heizplatte ist die Gegenelektrode. Der Silizium-Wafer ist bei den Temperaturen ausreichend eigenleitend. Die Erwärmung bewirkt, dass die im Glas befindlichen Ionen, z. B. Kalium und Natrium, sich freier bewegen können. Wird nun eine äußere Spannung so angelegt, dass der Glaswafer negativ und die Heizplatte positiv geladen wird, wandern die Ionen im Glas langsam zur Punktelektrode. Durch diesen Ladungstransport verringert sich an der Oberfläche des Glases zum Silizium-Wafer die Menge an Ionen, das heißt, dieser Bereich lädt sich negativ auf. Es entsteht eine Raumladungszone.
Gleichzeitig ist der Silizium-Wafer durch die externe Spannung positiv geladen. So ziehen sich beide Oberflächen an. Auf Grund der sehr glatten und ebenen Oberflächen von Silizium und Glas besteht nur ein sehr kleiner Abstand zwischen beiden. Die Anziehungskraft entgegengesetzter Elektroden nimmt bei Verringerung des Abstandes zu (coulombsches Gesetz). So werden beide Oberflächen immer enger aneinander gezogen. Schließlich ist ein Punkt erreicht, an dem der Abstand so gering ist, dass die Oberflächenatome des Glases mit denen des Siliziums chemisch reagieren können. Es bilden sich chemische Verbindungen zwischen dem Silizium des Silizium-Wafers und dem Sauerstoff aus dem Siliziumoxid des Glases, obwohl dafür die eigentliche Reaktionstemperatur noch nicht erreicht ist.
Dieser Vorgang kann optisch verfolgt werden: Von der Punktelektrode ausgehend, breitet sich eine dunkle, kreisförmige Front über die gesamte Fläche aus. Je größer der Abstand von der Punktelektrode ist, desto langsamer wandert diese Front. Kleine Störungen der Oberfläche oder Partikel führen zu Gaseinschlüssen. Nach dem Abschalten der Spannung und dem Abkühlen sind beide Wafer nicht mehr voneinander trennbar. Versucht man es trotzdem, befindet sich der Bruch meist im Glas, aber nicht an der Grenzfläche zwischen Glas und Silizium.

## Anwendungen
Die Methode wird bei der Herstellung von Drucksensoren genutzt, die z. B. auch in der Kfz-Elektronik zur Anwendung kommen.